# Gustaf Adolf Ditzinger
Gustaf Adolf Ditzinger, född 1760, död  30 mars 1800 i Stockholm, var en svensk snickarmästare och ebenist. 

## Släkten
Släkten Ditzinger invandrade med handskmakaren Johan Fredrik Ditzinger (död 1748) omkring år 1700 från Tyskland till Sverige. Dennes sonson var snickarmästaren Gustaf Adolf Ditzinger och hans sonson var lärfthandlaren i Stockholm, Robert Ditzinger (1826-1891), som 1854 grundade inredningsfirman AB Robert Ditzinger.

## Biografi
Gustaf Adolf Ditzinger gick i lära hos Georg Haupt från 1776 och blev gesäll 1782. Han arbetade för Haupts änka Sara Haupt från 1784 och gifte sig med henne 1789. Ditzinger erhöll mästarbrev i Stockholms snickarämbete 1788. Bland hans mer kända verk finns rikt inlagda möbler för Haga slott och inredningen till Arvfurstens palats. I det senare uppdraget samarbetade han med Louis Masreliez som troligen bidragit till Ditzingers intresse för rikt marketeriarbete. Efter 1790 blev Ditzingers stil stramare, ofta med faner i mahogny och enklare beslagsarbeten i mässing.